# MUSE (museo)
Il MUSE è il museo delle scienze di Trento. Si trova a sud dello storico palazzo delle Albere, in un palazzo all'interno del quartiere residenziale Le Albere, entrambi progettati da Renzo Piano. È stato inaugurato il 27 luglio 2013 e ha sostituito, proseguendone le attività, il Museo tridentino di scienze naturali.

## Storia

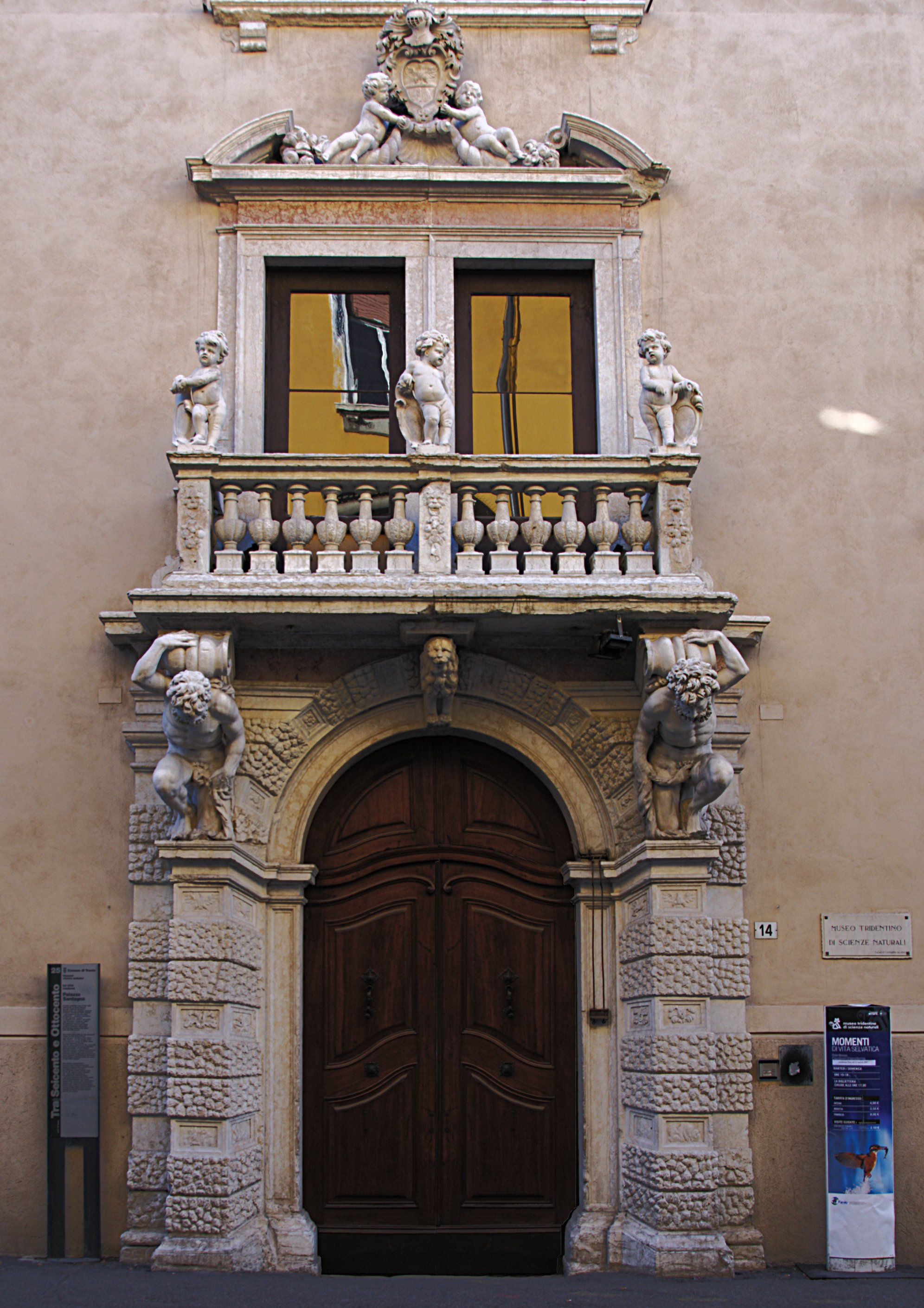
Palazzo Sardagna, sede del Museo tridentino di scienze naturali dal 1982 al 2013

Nel 1846 fu fondato il Museo Civico, subito denominato Museo Trentino, con sede in Palazzo Salvadori, via Manci.
Nel 1964 venne istituito il Museo tridentino di scienze naturali, amministrativamente legato alla provincia autonoma di Trento. Dal 1982 trasferì la propria sede in palazzo Sardagna, dove rimase sino al 2013.
Già a partire dagli anni novanta il museo si modernizzò, organizzando mostre interattive ed allargando la sua offerta anche didattica; inoltre si legò ad altre strutture sul territorio della provincia di Trento, come il Giardino botanico alpino Viote e la Terrazza delle stelle sul monte Bondone, il museo delle palafitte del lago di Ledro, il museo dell'aeronautica Gianni Caproni, il museo geologico delle Dolomiti a Predazzo e la stazione limnologica del lago di Tovel. Nel 2006 il museo istituì in Tanzania il centro di monitoraggio ecologico ed educazione ambientale dei monti Udzungwa, situato all'interno del parco nazionale dei monti Udzungwa.

## Nascita del MUSE

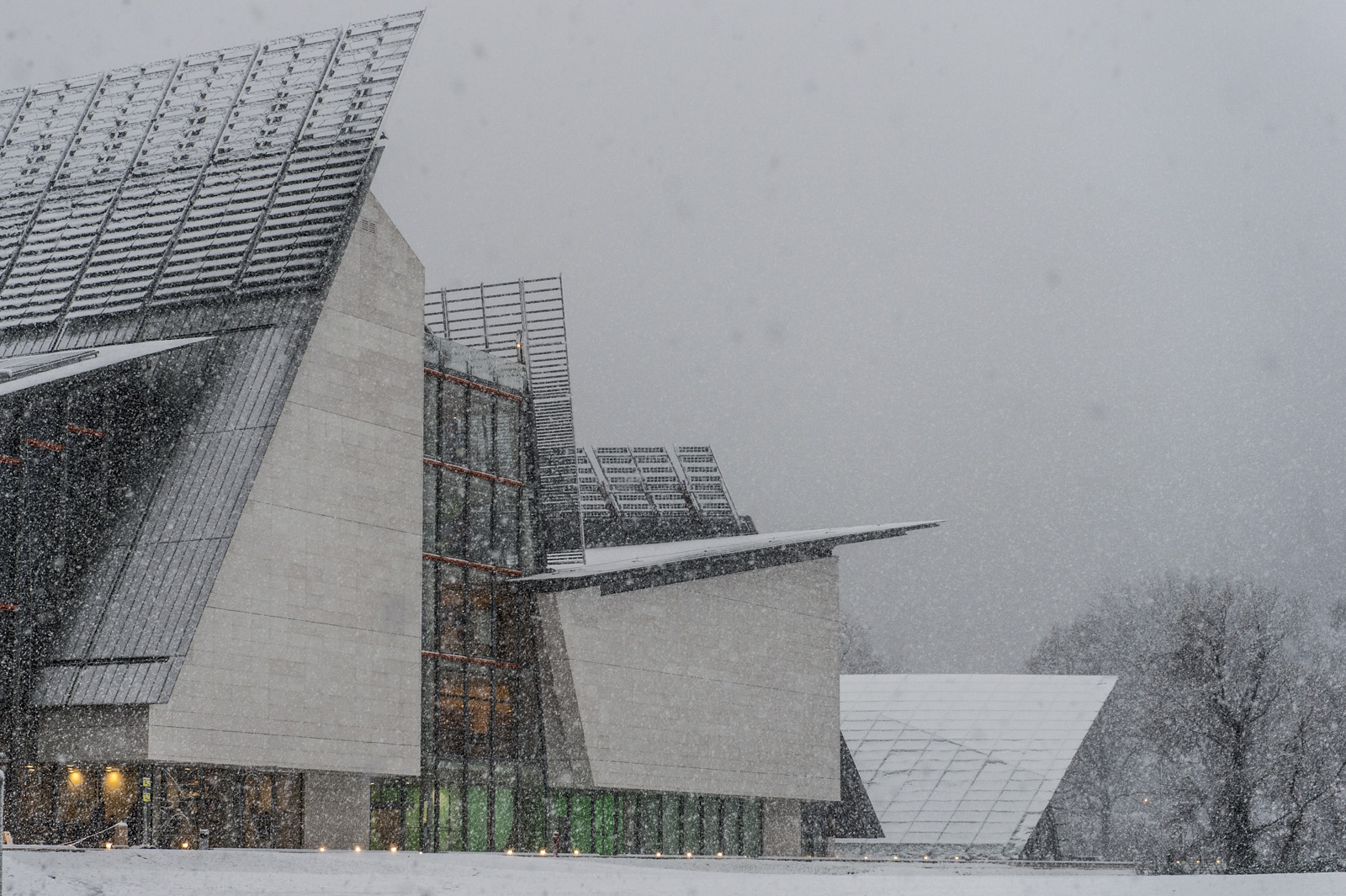
L'edificio del MUSE durante una nevicata

Il crescente affollamento di allestimenti e di pubblico nel museo tridentino di scienze naturali e la lenta ma progressiva mutazione della struttura in via Calepina resero evidente che ormai tale sistemazione non rispondeva ai moderni parametri museali. Questo portò all'approvazione nel 2006 da parte della Provincia autonoma di Trento del progetto di una nuova sede che venne costruita nell'ambito di un più ampio disegno di riqualificazione urbana dell'area industriale dismessa dove sorgevano gli stabilimenti Michelin di Trento.
Il 27 e il 28 luglio 2013 la nuova sede fu inaugurata di fronte a un folto pubblico e il museo assume il nome di MUSE - Museo delle Scienze.
Il 26 giugno 2014, a meno di undici mesi dalla data di apertura, ha raggiunto la soglia dei 500 000 visitatori paganti, divenendo una delle istituzioni museali più visitate d'Italia.
Il 5 maggio 2015, a soli 21 mesi dall'apertura, Il MUSE ha varcato la soglia di milione di visitatori. Al 30 giugno 2017 erano oltre 2,5 milioni, e al 30 giugno 2018 le persone che hanno visitato le strutture che fanno parte della rete MUSE sono stati 3,2 milioni.
Il 27 luglio 2018 ha festeggiato i 5 anni di attività con un programma fitto di laboratori e visite presentando il progetto di un nuovo planetario digitale.
Il 25 ottobre 2022 il MUSE ha superato quota 4 milioni di visitatori. Dopo due anni di flessione a causa della pandemia le presenze sono tornate a crescere: da gennaio a ottobre 2022 si sono registrati oltre 240 mila.
Nel 2024 i visitatori hanno superato le 460 mila presenze (il 68% proviene da fuori provincia) e l'anno si conclude col traguardo di oltre 5 milioni di visitatori dall'apertura.

## L'edificio

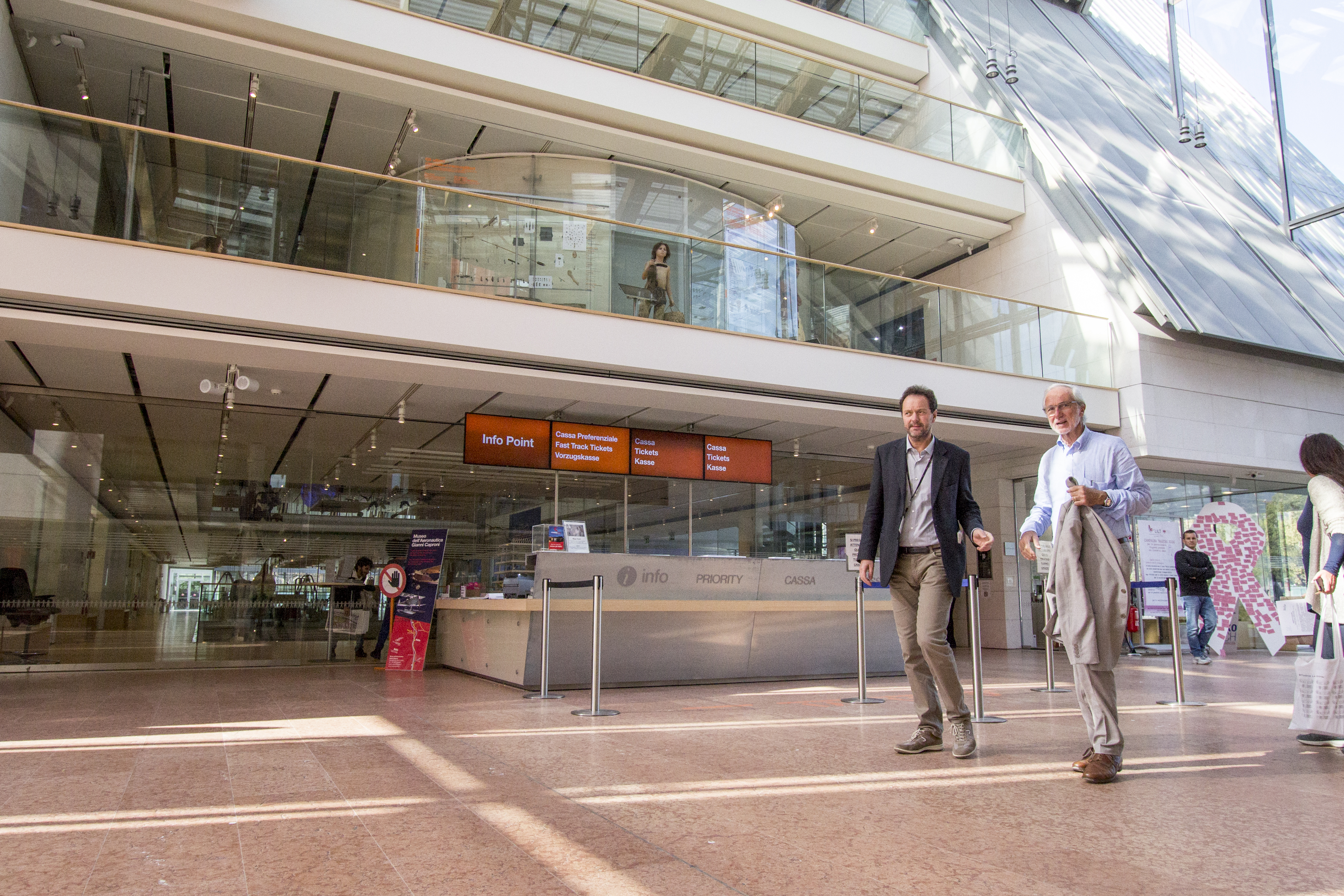
L'allora direttore del museo Michele Lanzinger e l'architetto Renzo Piano nella lobby in un'immagine del 2014

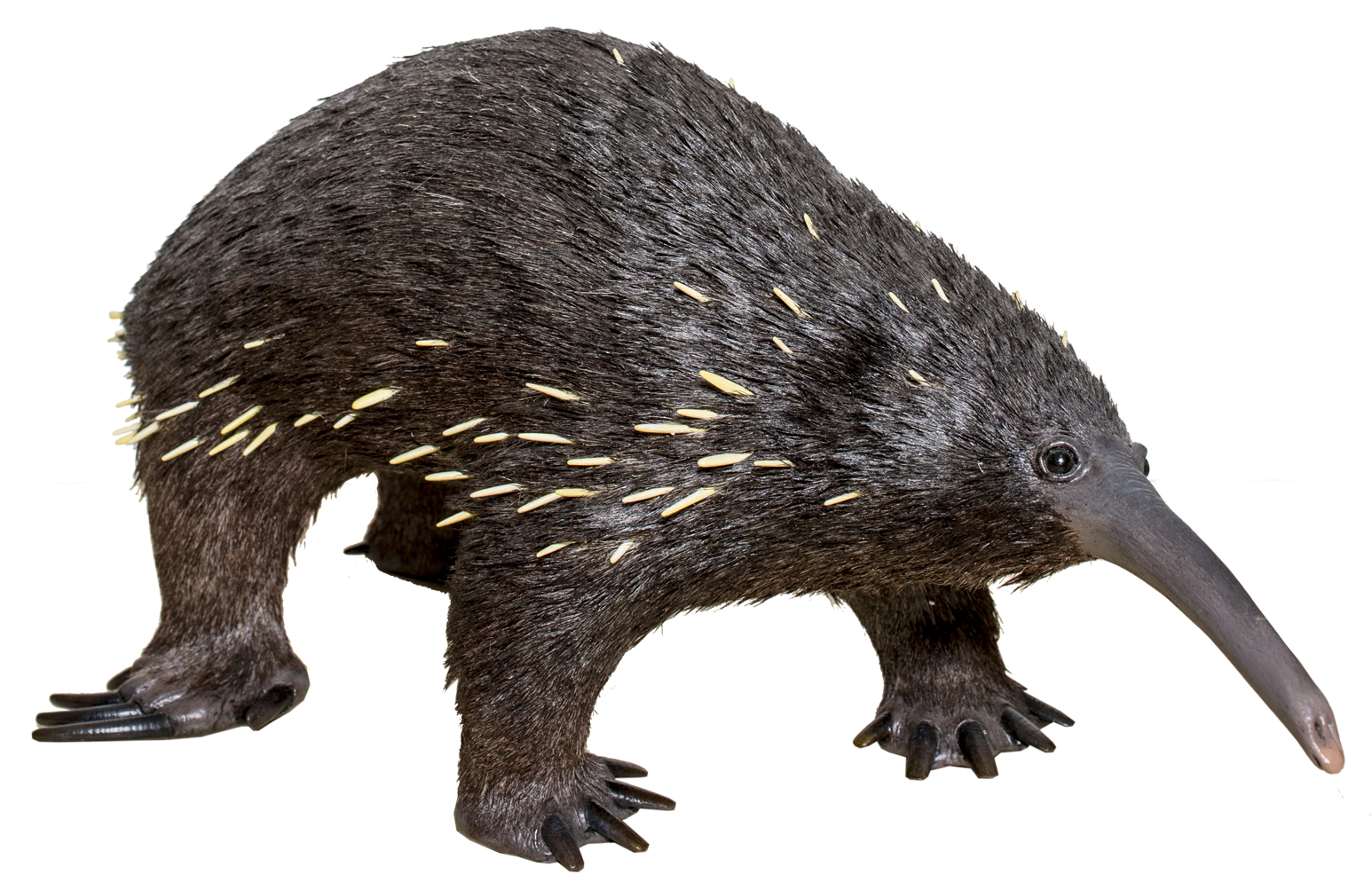
Echidna dal becco lungo orientale (Zaglossus bartoni). Replica

L'edificio, progettato da Renzo Piano, si sviluppa su una lunghezza massima di 130 metri (est/ovest), una larghezza massima di 35 metri (nord/sud) e sei livelli di altezza: due interrati e quattro fuori terra. Tutti i piani, ad eccezione del secondo livello interrato, sono aperti al pubblico e ospitano sia esposizioni (mostre permanenti e temporanee) sia attività amministrative e di ricerca. Il totale delle superfici è di 12 600 metri quadrati, 3 700 dei quali dedicati alle mostre permanenti, 500 a quelle temporanee, altri 500 ad aule e laboratori didattici, 800 a laboratori di ricerca e 600 alla serra tropicale all'estremità ovest del museo.
Il caratteristico profilo della struttura ricorda l'andamento frastagliato delle montagne trentine e in particolare delle Dolomiti.
L'edificio è stato costruito seguendo tecniche volte ad assicurare il risparmio energetico e la sostenibilità ambientale, cosa che gli ha valso il riconoscimento della certificazione LEED Gold.
L'interno è caratterizzato da un "grande vuoto" (Big Void) che collega tutti i piani del museo, nel quale sono sospesi animali tassidermizzati e lo scheletro originale e completo di una balenottera comune (Balaenoptera physalus) spiaggiata nel 1995 sulle coste di Livorno.

## Percorso espositivo
L'entrata del MUSE è una grande sala (detta lobby) dai muri di vetro, da cui si può accedere alla biglietteria e all'entrata del museo; all'altro lato della sala è possibile recarsi al bar del museo o al negozio di souvenir. Durante la mostra temporanea Estinzioni (16 luglio 2016 - 26 giugno 2017) vi era possibile ammirare lo scheletro di un esemplare di Kaatedocus. Secondo le guide, il modo migliore di visitare il MUSE è dai piani superiori a quelli inferiori.

### 5º Piano - Terrazzo
All'ultimo piano si trova la terrazza panoramica che non fa parte del percorso espositivo ed offre una vista sulla città di Trento e sulla valle dell'Adige.

### 4º Piano - Alte vette

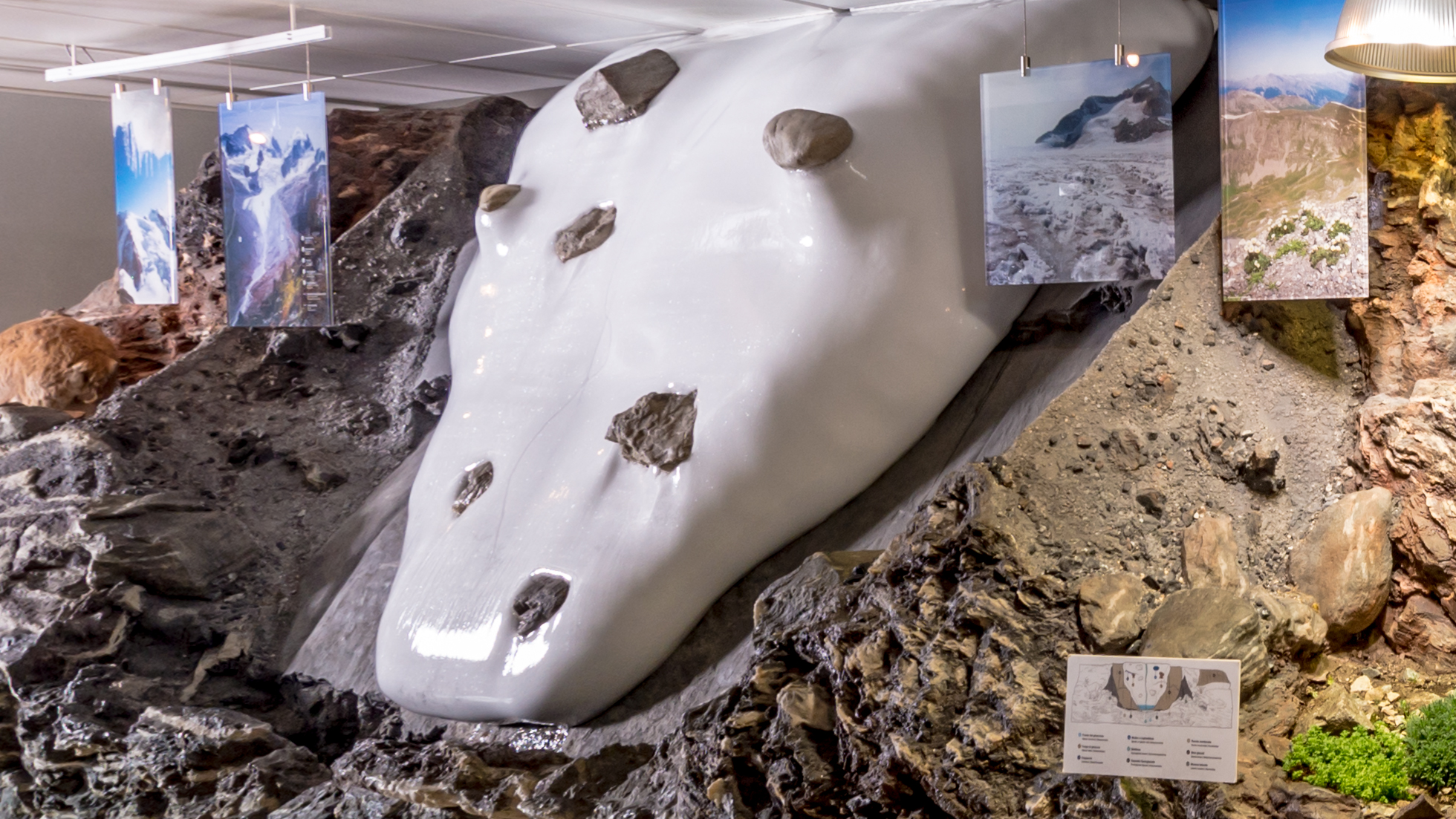
Il ghiacciaio (fatto interamente di ghiaccio vero) presente al quarto piano

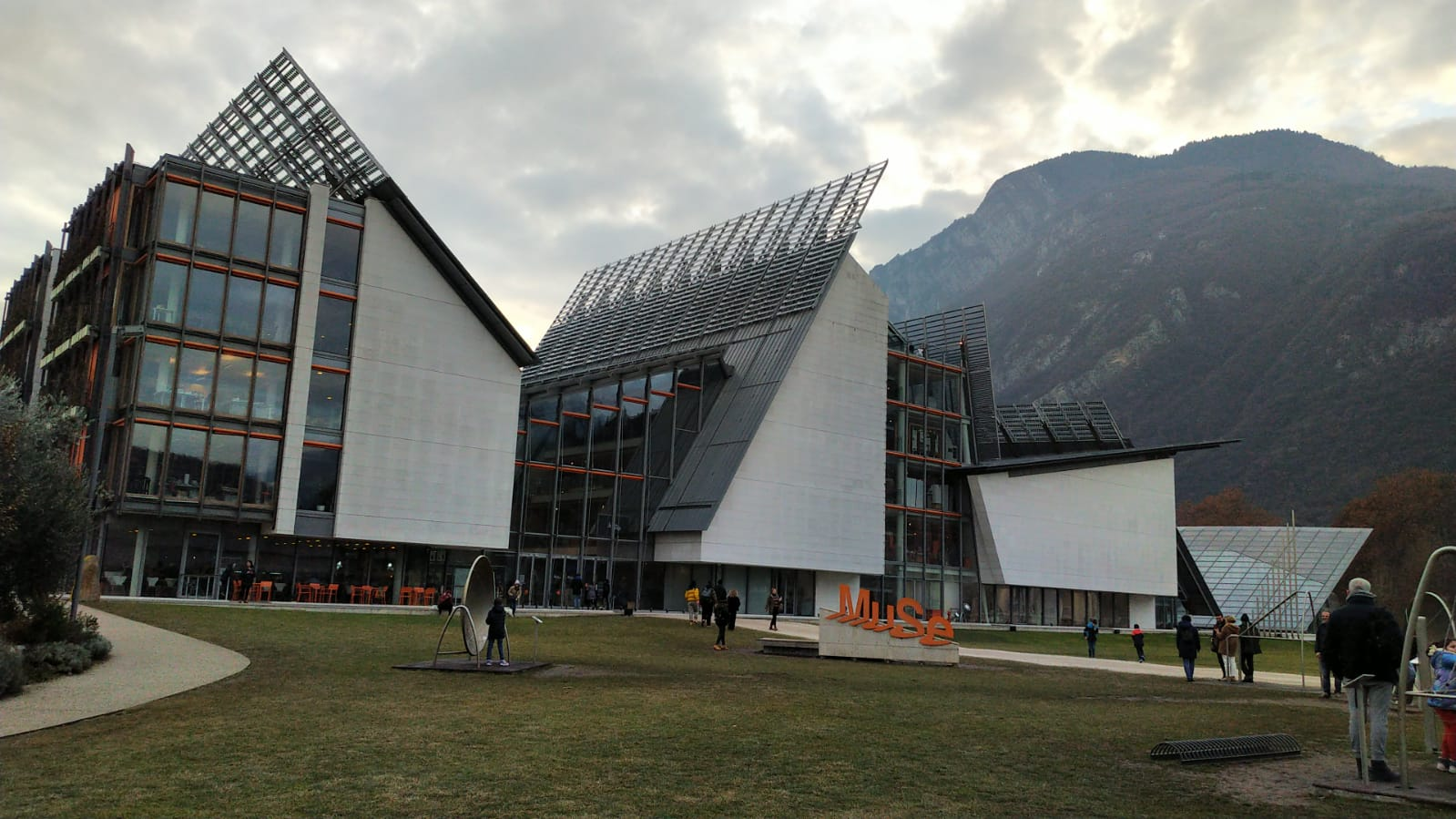
Altra veduta dell'architettura del Muse

#### 4.A. Avventure tra i ghiacci
In questa sezione i visitatori possono comprendere la formazione dei ghiacciai e fenomeni naturali quali l'erosione delle rocce e dissestamento del suolo. È presente la perfetta riproduzione in ghiaccio di un tipico ghiacciaio del Trentino.

#### 4.B. Clima e organismi viventi
Si possono osservare gli effetti del clima sugli animali e l'adattamento di essi alla vita ad alta quota con mutazioni come il melanismo e l'albinismo.

#### 4.C. Esplorazione e ricerca
Una breve sezione dedicata ai grandi esploratori che hanno scalato le vette del mondo e a tutto ciò che si deve sapere sull'esplorazione montana.

### 3º Piano - Natura alpina

#### 3.A. Labirinto della biodiversità alpina
Questa sezione si compone di un'intrigante labirinto di immagini e fotografie in vetro e di tipici animali alpini tassidermizzati. Non ci sono vetri tra i visitatori e gli animali.

#### 3.B. Cambiare con le stagioni
Un tavolo tematico illustra al visitatore che la biodiversità degli ambienti d’alta quota è caratterizzata da organismi adattati a vivere in condizioni estreme. Grazie alla presenza di alcune specie modello di insetti ingrandite venti volte il visitatore può osservare quali sono gli adattamenti che esse possiedono per poter sopravvivere in ambienti molto ventosi, freddi e con intense radiazioni ultraviolette. A fianco di ciascuna riproduzione è presente anche l’insetto reale.

#### 3.C. Esplora il bosco
Si tratta dell'area didattica dove i bambini possono imparare a riconoscere i vari animali e divertirsi con i giochi forniti dal museo.

### 2º Piano - Geologia, miniere, rischio ambientale

#### 2.A. Storia geologica delle Dolomiti
Sezione dedicata alla geologia delle Dolomiti e ai vari eventi geologici che hanno portato alla loro formazione.

#### 2.B. Risorse del sottosuolo
Sono descritti e presentati vari minerali (in particolare elementi metallici) del mondo, il loro sfruttamento industriale e la trasformazione in oggetti di uso quotidiano.

#### 2.C. Rischi ambientali e protezione civile
Sezione dedicata ai disastri ambientali, alle innovazioni atte a prevenirli e al lavoro della Protezione Civile.

### 1º Piano - Dai primi uomini sulle Alpi al futuro globale

#### 1.A. Preistoria alpina
La sezione spiega come l'uomo primitivo sia arrivato nelle Alpi e di come sia riuscito a sopravviverci, oltre alla sua evoluzione comportamentale, compreso l'uomo di Neanderthal che visse sulle Alpi per un certo periodo. Vi sono 5 modelli realistici di uomini primitivi (1 Neanderthal, 4 Sapiens) ed alcuni utensili e sepolture rinvenuti sul territorio.

#### 1.B. Dietro le quinte della ricerca
Sezione che dimostra che la maggior parte delle attrezzature sperimentali di maggior successo sono state ispirate dall'ambiente naturale, come lo stesso museo, ispirato dalla bellezza delle Alpi.

#### 1.C. Sostenibilità e innovazione
Sezione molto simile alla precedente, ma che mette in evidenza anche i danni provocati dall'uomo quando viola le leggi della natura, nonché alcune ricerche di sostenibilità in atto nel mondo.

#### 1.D. Show Room & Fab Lab
Piccolo spazio in cui viene mostrato il lavoro della stampante 3D e i suoi innumerevoli utilizzi. Gli open labs permettono di entrare in contatto con i ricercatori del museo e con una parte dell'ampia collezione, esposta in vetrina. Sono presenti inoltre un fab lab e una sfera NOAA.

### 0 Piano - Scienza interattiva

#### 0.A. La scoperta inizia dai sensi
L'intero piano terra è quello della lobby, l'ingresso del museo, spesso utilizzato anche per eventi. Un'area è inoltre dedicata alla scienza interattiva e un'altra, il Maxi Ooh!, ai bambini più piccoli (0-5 anni).

### - 1 - Storia della vita

#### - 1.A Tracce della vita

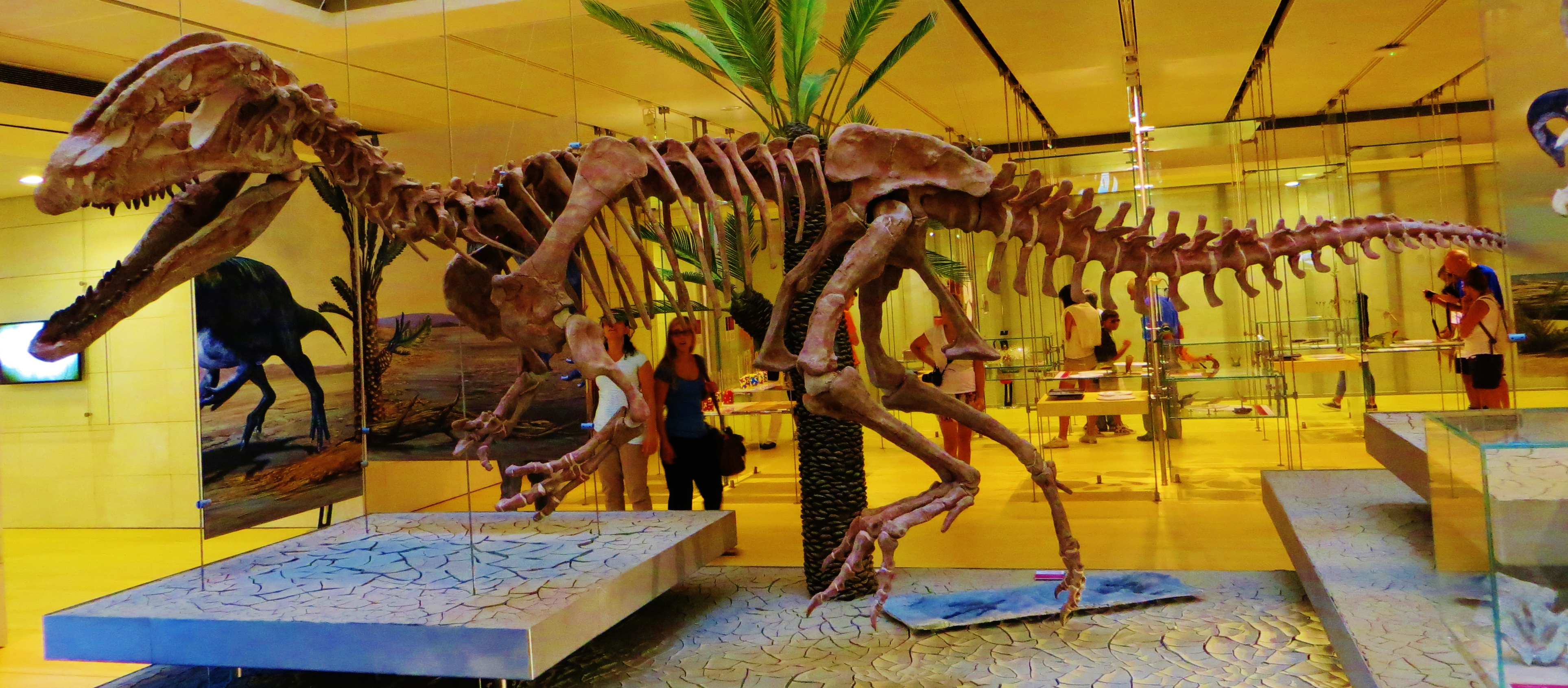
Scheletro completo di "Dilophosaurus" sinensis

In questa sezione del museo, che si sviluppa per gran parte del piano inferiore, è possibile ripercorrere tutto il viaggio della vita sul nostro pianeta grazie a grafici, fossili e ricostruzioni. Il percorso si articola inizialmente attraverso alcuni exhibit "a quadrifoglio" riguardanti l'origine del sistema solare e della vita sulla Terra (con riproduzione interattiva dell'esperimento di Miller e Urey) e lo sviluppo delle prime forme viventi unicellulari. Sono presenti alcune stromatoliti, le più antiche strutture sedimentarie biocostruite. Si possono ammirare le ricostruzioni di alcuni tra i più antichi organismi pluricellulari, ovvero la fauna di Ediacara (tra cui Dickinsonia, Spriggina, Charnia, Kimberella, Thectardis, Parvancorina e Bradgatia), e quelle di alcuni rappresentanti della fauna di Burgess Shales (Anomalocaris, Hallucigenia, Wiwaxia, Pikaia e Marrella), della quale sono esposti anche alcuni fossili.
Si passa poi a teche in cui sono conservate riproduzioni e fossili dei più antichi pesci senza mascelle (Anaspidiformes, Cephalaspis, Cyathaspididae, Athenaegis, Sphenonectris e Rhinopteraspis) e alcuni pesci corazzati dotati di mascelle, o placodermi (Dunkleosteus e Bothriolepis). Un settore è dedicato alla conquista delle terre emerse da parte delle piante (la piccola Cooksonia e le grandi Archaeopteris e Sigillaria) e degli artropodi (Pneumodesmus, Palaeocharinus, Meganeura, Arthropleura), fino a giungere ai primi tetrapodi (Ichthyostega) e ai primi rettili (Hylonomus). La sezione termina con alcuni fossili locali risalenti al Permiano, l'ultimo periodo dell'era Paleozoica, e con un calco di uno scheletro di Inostrancevia, il più grande dei gorgonopsidi, un gruppo di predatori estintisi alla fine del periodo. 
La zona centrale del piano è dedicata all'era Mesozoica e ai rettili che vissero in quest'epoca. In semicerchio si trovano i calchi di un aetosauro (Desmatosuchus) e di quattro dinosauri (Plateosaurus, "Dilophosaurus" sinensis, Talarurus e Triceratops) oltre a un rettile volante (Pteranodon) e ad alcune ricostruzioni di un piccolo mammifero arcaico (Alphadon), mentre dall'altro lato si trovano i rettili marini (Nothosaurus, Plesiosaurus, Ophthalmosaurus e Halisaurus). Oltre ai grandi scheletri sono presenti numerose teche con fossili locali di notevole importanza, come alcune impronte di dinosauri rinvenute a Dro e ai Lavini di Marco (Grallator, Lavinipes), alcune ossa di rettili marini del Triassico (Placodus, Pistosaurus, Nothosaurus, Shonisaurus), fossili cretacei (Tselfatia, Ptychodus, Inoceramus) e un modello a grandezza reale del piccolo dinosauro Ciro (Scipionyx samniticus). Sono esposte anche alcune ricostruzioni a grandezza naturale di piante mesozoiche (Bjuvia, Tempskya, Williamsonia). Al termine della zona dedicata ai dinosauri, un video del paleontologo Cristiano Dal Sasso fa il punto sull'estinzione di fine Cretaceo. 
Sormonta la zona centrale un imponente scheletro di balenottera (Balaenoptera physalus), che introduce la zona dedicata all'era Cenozoica, l'età dei mammiferi, dove si ripercorre il cammino evolutivo dei mammiferi e i loro adattamenti evolutivi. Particolare rilevanza hanno le strategie riproduttive (monotremi, marsupiali, placentali), rappresentate da numerose tassidermie (ornitorinco, wallaby, opossum, petauro dello zucchero, leone) e ricostruzioni (Zaglossus bartoni), oltre a uno scheletro fossile di orso delle caverne (Ursus spelaeus) e riproduzioni di mammiferi predatori estinti (Thylacinus, Sinonyx). Sopra questi, il calco di un gigantesco uccello estinto (un pelagornitide). Il percorso nell'area mammiferi prosegue illustrando i vari adattamenti dei mammiferi al nuoto (otaria, tricheco, lontra americana, tursiope, Kutchicetus) e al volo (pipistrelli, tra cui Epomophorus). Rilevanti i grandi mammiferi ungulati del passato (Cervalces) e del presente (crani di giraffa, rinoceronte bianco, cavallo, babirussa), con un focus sull'evoluzione delle zampe del cavallo (Mesohippus, Merychippus, Dinohippus, Equus). 
Seguono approfondimenti sui roditori (tra cui uno scheletro del castoro estinto Castoroides) e su alcuni gruppi di mammiferi tipici del Sudamerica (xenartri) e dell'Africa (afroteri). Tra gli xenartri si possono ammirare tassidermie di armadillo dalle nove fasce, formichiere gigante e bradipo didattilo, nonché repliche di un artiglio del bradipo gigante Eremotherium e di un cranio dell'affine Catonyx. Tra gli afroteri, sono esposti i crani di elefante africano, di elefante nano (Palaeoloxodon falconeri) e di ritina di Steller (Hydrodamalis gigas), una zanna di mammut (Mammuthus primigenius) e alcune tassidermie (oritteropo, irace). La parte finale del percorso è dedicata all'evoluzione dei primati, dall'antico Plesiadapis fino all'origine dell'uomo, attraverso l'esposizione di alcune tassidermie di lemuri e scimmie; una replica di uomo odierno è posta di fronte a un pannello in cui sono esposti numerosi crani delle principali specie di ominini, dai più antichi ai più recenti (tra cui Sahelanthropus, Kenyanthropus, Australopithecus afarensis, A. anamensis, A. africanus, Paranthropus aethiopicus, P. robustus, P. boisei, Homo rudolfensis, H. habilis, H. ergaster, H. antecessor, H. erectus, H. heidelbergensis, H. floresiensis, H. sapiens, H. neanderthalensis). Per finire, oltre a uno schermo interattivo dal quale alcuni esperti (tra cui Telmo Pievani e Giorgio Manzi) parlano delle ultime scoperte di paleoantropologia (come Homo naledi), è presente una ricostruzione a grandezza naturale di una coppia di Australopithecus afarensis nei pressi di un calco delle famose impronte di Laetoli.

#### - 1.B. DNA. Il piccolo grande segreto della vita
Questa sezione corridoio illustra la biodiversità del nostro pianeta e ciò che unisce tutti noi esseri viventi: il DNA;

#### - 1.C. Grandi acquari e foresta pluviale montana

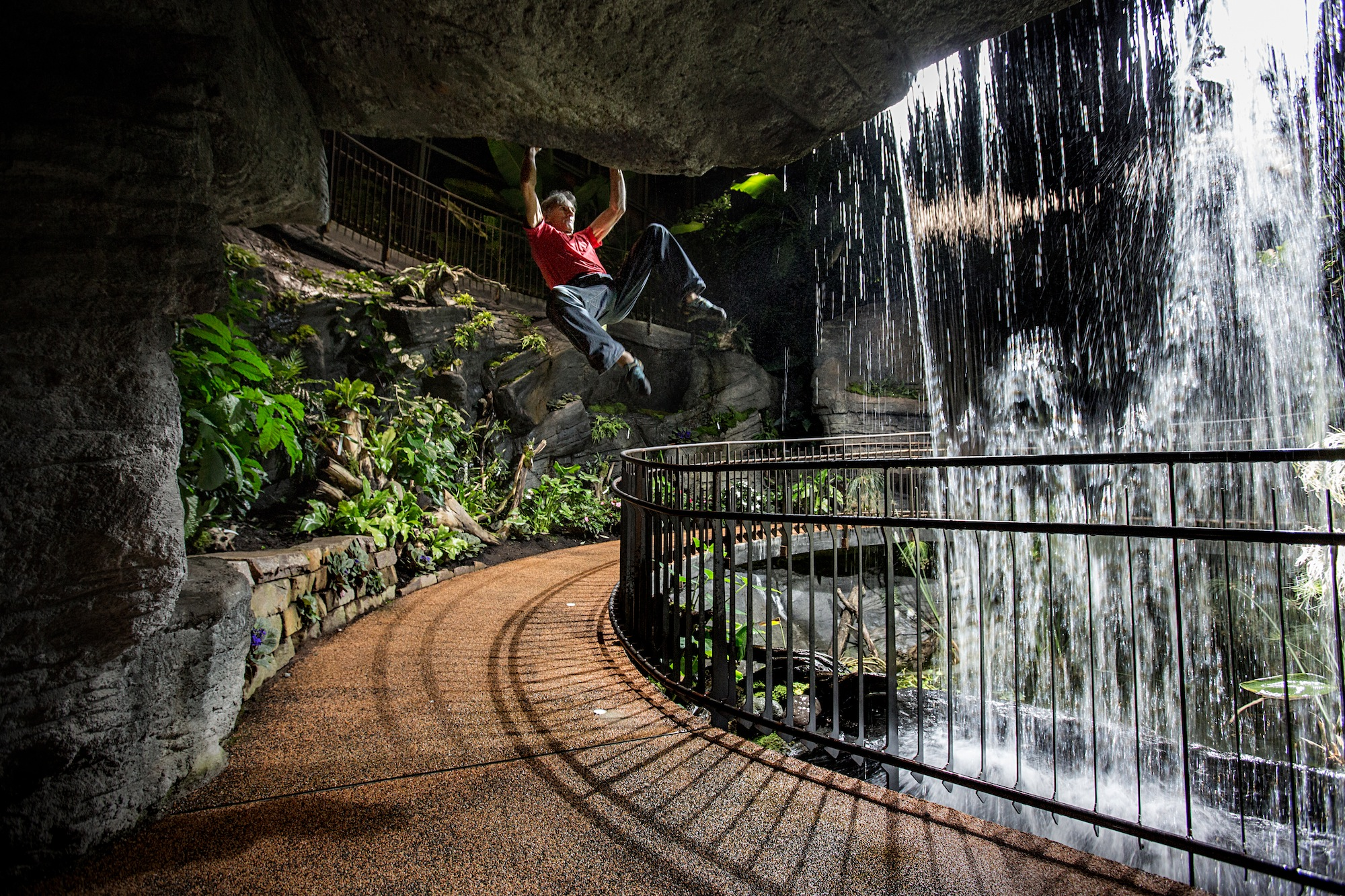
Maurizio Zanolla si arrampica all'interno della serra

Adiacente alla sezione del DNA, è presente una sala con svariati grandi acquari, che rappresentano la biodiversità dei laghi, dei fiumi e degli ambienti costieri africani della Tanzania. Proseguendo per il percorso, si uscirà dal MUSE vero e proprio e si entrerà nella serra del museo. La serra ricostruisce l'ambiente dei Monti Udzungwa, in Tanzania, dove il MUSE ha un Centro di monitoraggio ecologico che rappresenta una delle sue sedi territoriali.
Nella serra sono inoltre presenti alcune specie di uccelli (Turaco di Livingstone, anatra dal dorso bianco, Cossypha niveicapilla, Lamprotornis chalybaeus, Euplectes hordeaceus, quaglia arlecchino), due specie di anfibi (Phlyctimantis maculatus, Afrixalus fornasini), insieme ad una copia di Rhynchocyon udzungwensis, scoperto da Galen Rathbun e da Francesco Rovero, conservatore della Sezione di biodiversità tropicale del MUSE.

## Ricerca

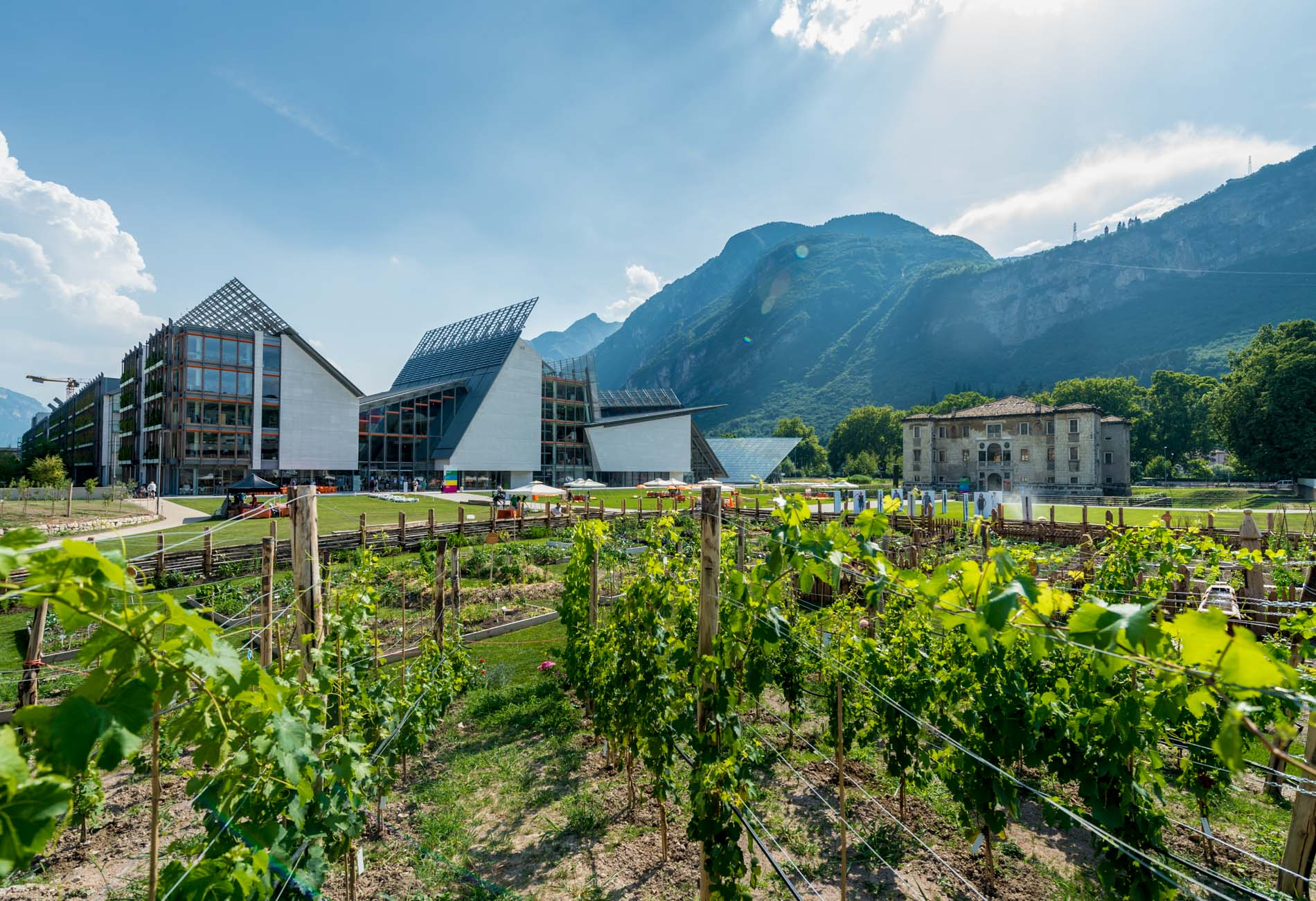
Gli orti del MUSE

Il MUSE svolge attività di ricerca, organizzata in sette sezioni:
Botanica
La sezione botanica studia la flora spontanea e coltivata del Trentino, privilegiando ricerche applicate volte alla sua tutela e conservazione, con particolare attenzione alle specie a rischio di estinzione. Può giovarsi della banca del germoplasma del Trentino, dell'erbario tridentino, di un laboratorio di germinazione, una serra di propagazione e quattro giardini botanici (la serra tropicale afromontana, gli Orti del MUSE, le Viote del Bondone e l'Arboreto di Arco).
Limnologia e Algologia
La sezione si occupa della biologia delle acque interne, in particolare di habitat oligotrofi di elevato valore naturalistico come sorgenti di varia tipologia ecomorfologica e idrochimica, ruscelli sorgivi, torbiere, laghi d'alta quota, di montagna e corsi d'acqua. Negli ultimi anni sono stati studiati anche altri ambienti come il lago di Garda e torrenti mediterranei.
Zoologia degli invertebrati e idrobiologia
La sezione di zoologia degli invertebrati e idrobiologia studia l'ecologia degli ambienti acquatici e terrestri montani, con particolare riferimento all'alta quota, in relazione a cambiamenti ambientali e climatici.
Zoologia dei vertebrati
La sezione svolge ricerca scientifica in ambito alpino, conduce studi sulla biodiversità e biologia di conservazione e sui cambiamenti ambientali nelle Alpi. Cura le banche dati, gli archivi e le collezioni scientifiche. In ambito alpino e nazionale coordina e partecipa a progetti di censimento, monitoraggio per atlanti faunistici e specie minacciate.
Biodiversità tropicale

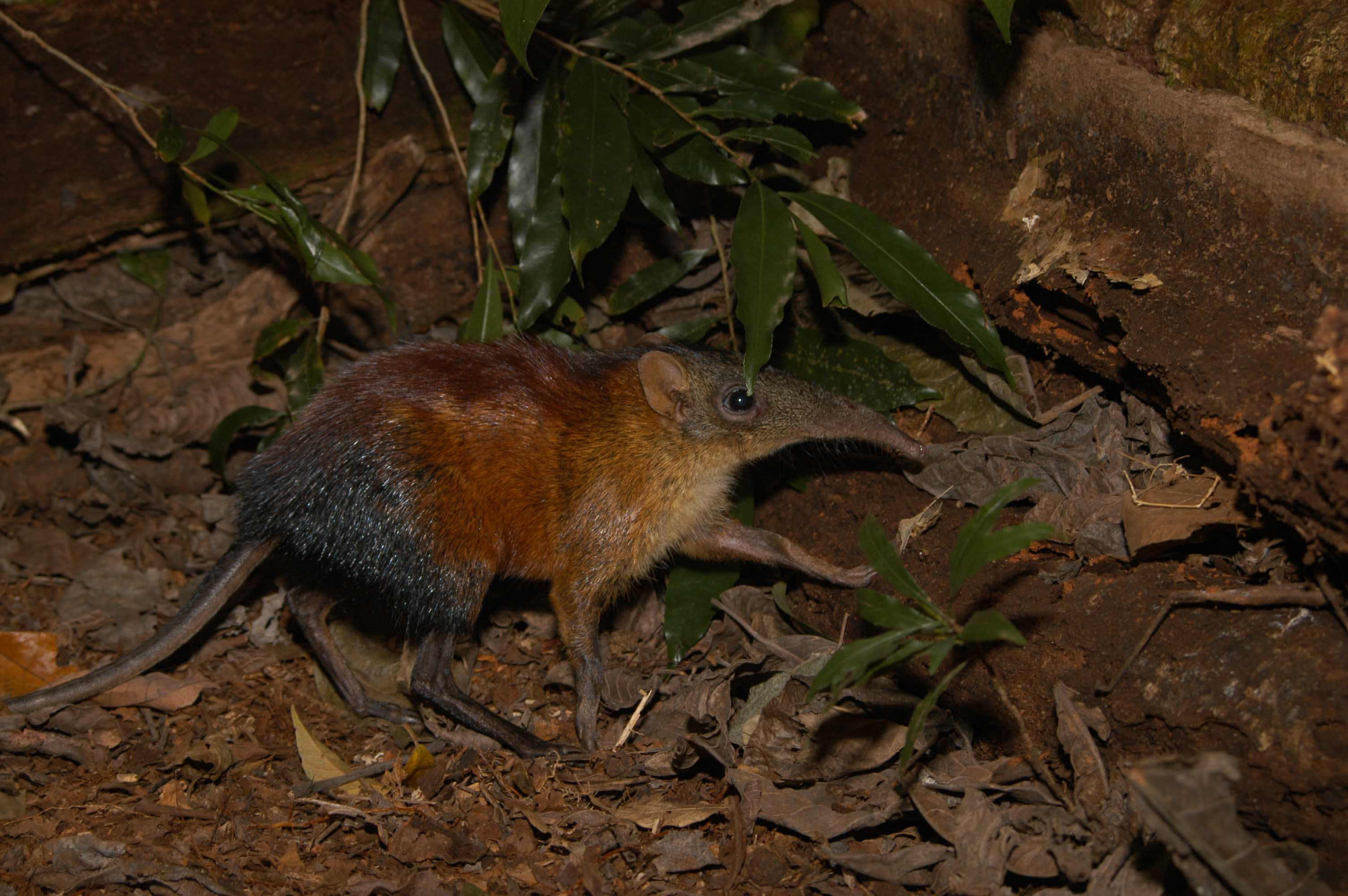
Il Rhynchocyon udzungwensis è stato scoperto da Galen Rathbun e da Francesco Rovero, conservatore della Sezione di Biodiversità tropicale del MUSE

La sezione di biodiversità contribuisce, tramite attività di ricerca, documentazione e monitoraggio della biodiversità, alla conoscenza delle foreste pluviali montane afrotropicali, promuovendone la conservazione anche tramite progetti di cooperazione allo sviluppo ambientale delle comunità locali.
Geologia
La sezione di geologia si occupa di definire le componenti principali del paesaggio alpino, la sua strutturazione geologica nel passato (paleoambienti ed ecosistemi), trasformazioni (passate e presenti) e i processi più rilevanti che le hanno indotte.
Preistoria
La sezione di preistoria studia il popolamento dei territori montani da parte dei gruppi di cacciatori-raccoglitori della fine del Paleolitico superiore e del Mesolitico. Vengono evidenziate le relazioni che intercorrono tra i modelli di sfruttamento del territorio, l'organizzazione sociale dei gruppi umani e la ricostruzione degli antichi paesaggi.

## FabLab
All'interno degli spazi espositivi del livello +1 è presente il "MUSE FabLab", un laboratorio di fabbricazione digitale aperto alla condivisione e collaborazione con utenti, artigiani digitali, aziende, famiglie e scuole che contribuiscono alla ricerca e prototipazione. Oltre alle strumentazioni necessarie per la fabbricazione digitale e la lavorazione elettronica (componenti elettronici di base e un assortimento di utensili tradizionali analogici), il laboratorio dispone di diversi macchinari a controllo numerico, tra cui:
- nove stampanti 3D a PLA/ABS
- una stampante 3D a resina
- due macchine taglio laser
- una macchina taglio vinile
- tre frese a controllo numerico
- una cucitrice
- una ricamatrice

Inoltre sono disponibili per chi desidera lavorare:
- un 3D scanner
- un oscilloscopio e generatore di segnale
- una stazione saldante
- Arduino Kit

Una funzione rilevante del MUSE FabLab è la proposta di laboratori didattici per le scuole, corsi di formazione per utenti e attività di tinkering aperti ai visitatori del museo.

## Gestione
Un unico dirigente ha la responsabilità complessiva ed amministrativa dell'organizzazione e del bilancio. Gli organi istituzionali sono costituiti da presidente, direttore, consiglio di amministrazione, comitato scientifico e collegio dei revisori dei conti.
La provincia autonoma di Trento, proprietaria della struttura, gestisce anche i servizi ed il personale, attraverso la sua agenzia per appalti e contratti. A partire dal 2017 sono emerse alcuni problemi che riguardano diversi dipendenti del museo.

## Mostre temporanee

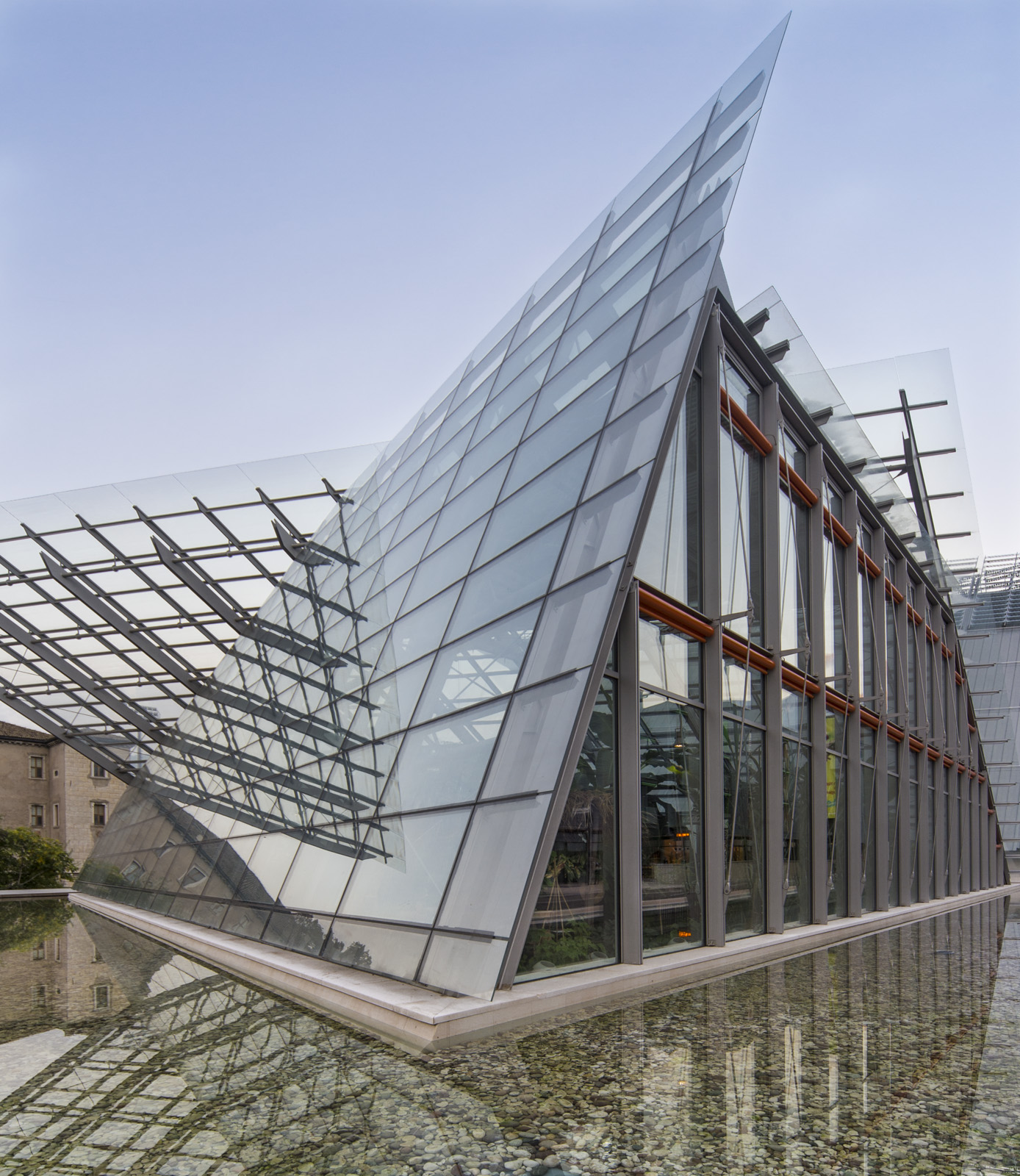
La serra dall'esterno

- Goodbye Glaciers. Forever? (21 giugno 2025 - 27 luglio 2025)[22]
- Bugs' Life (14 giugno 2025 - 3 agosto 2025)[23]
- Sebastião Salgado. Ghiacciai (12 aprile 2025 - 11 gennaio 2026)[24]
- Food Sound - Il suono nascosto del cibo (22 febbraio 2025 - 11 gennaio 2026)[25]
- Tocco di Natura - viaggio nell'adattamento animale (3 dicembre 2024 - 16 febbraio 2025)[26]
- Collezione Antropocene (1 dicembre 2024 - 19 gennaio 2025)[27]
- The Mountain Touch (28 luglio 2024 - 17 novembre 2024)[28]
- Quanto. La rivoluzione in un salto (7 dicembre 2023 - 15 giugno 2024)[29]
- MUSE 100 - Un secolo di museo  (22 luglio 2023 - 22 ottobre 2023)[30]
- Wild City. Storie di natura urbana  (31 marzo 2023 - 5 novembre 2023)[31]
- Nella mente del lupo  (5 novembre 2022 - 28 maggio 2023)[32]
- Lascaux Experience (24 luglio 2022 - 12 febbraio 2023)[33]
- L'ombra dell'unicorno (3 luglio 2022 - 9 ottobre 2022)[34]
- 2050: come ci arriviamo? (22 dicembre 2021 - 26 giugno 2022)[35]
- Il dilemma dell’altruismo. A cosa serve l’altruismo in natura? (5 novembre 2020 - 8 maggio 2022)[36]
- TREE TIME - Arte e scienza per una nuova alleanza con la natura (31 ottobre 2020 - 3 ottobre 2021)[37]
- Handimals - Manimali. Le mani dipinte di Guido Daniele (19 giugno 2020 - 11 ottobre 2020)[38]
- Beyond the plastic (28 febbraio 2020 - 7 giugno 2020)[39]
- Cosmo cartoons (20 luglio 2019 - 27 settembre 2020)[40]
- WILDLIFE (14 giugno 2019 - 26 gennaio 2020)[41]
- Not in my planet (13 aprile 2019 - 2 giugno 2019)[42]
- Ghiacciai (12 luglio 2018 - 23 marzo 2019)[43]
- Vola al MUSE! (5 maggio 2018 -  3 giugno 2018)[44][45]
- L'incredibile mondo dei gechi (17 aprile 2018 - 1 maggio 2018)[46]
- Genoma umano. Quello che ci rende unici (24 febbraio 2018 - 9 giugno 2019)[47][48]
- Oltre il laboratorio (26 gennaio 2018 - 25 marzo 2018)[49]
- Archimede. L'invenzione che diverte (15 luglio 2017 - 8 gennaio 2018)[50]
- Il gigante incatenato (15 luglio 2017 - 10 settembre 2017)[51]
- Storie di lupi (9 giugno 2017 - 30 luglio 2017)[52]
- Oasi delle farfalle (21 maggio 2017 - 11 giugno 2017)[53]
- Rane nere nel blu (8 aprile 2017 - 2 luglio 2017)[54]
- Piazza (24 febbraio 2017 - aprile 2017)[55]
- Arborea. I monumenti vegetali di Beth Moon e Federica Galli (16 dicembre 2016 - 12 febbraio 2017)[56]
- RISK inSight (1 ottobre 2016 - 29 novembre 2016)[57]
- Estinzioni (16 luglio 2016 - 26 giugno 2017)[58][59]
- Nature. The art of Marzio Tamer (15 aprile 2016 - 25 settembre 2016)[60]
- #PostiDaLupi (18 marzo 2016 - 29 maggio 2016)[61]
- MadeinMath (26 febbraio 2016 - 26 giugno 2016)[62]
- Pau Brasil. Il mito verde di Margherita Leoni (22 gennaio 2016 - 10 aprile 2016)[63]
- Fossili urbani. Paleontologia dell'attuale, tra passato e futuro (19 dicembre 2015 - 28 febbraio 2016)[64]
- Il cibo conta! (4 ottobre 2015 - 17 gennaio 2016)[65]
- EX AFRICA - Esplorazioni di arte e scienza by Jonathan Kingdon (18 luglio 2015 - 10 gennaio 2016)[66]
- Lavoro sporco (18 luglio 2015 - giugno 2016)[67]
- Ricerca sul campo (18 luglio 2015 - 1 dicembre 2015)[68]
- Coltiviamo il gusto - Tutto il buono dalla Terra trentina (27 maggio 2015 - 10 gennaio 2016)[69]
- Be-diversity a cura di Stefano Cagol (18 luglio 2015 - 30 settembre 2015)[70]
- AlgArt: alla scoperta del mondo nascosto delle alghe (15 giugno 2015 - 29 giugno 2015)[71]
- Mostra di disegni...secondo me il lupo (9 maggio 2015 - 24 maggio 2015)[72]
- A scuola di brand. Studio Universal e il cinema in tv (10 aprile 2015 - 26 aprile 2015)[73]
- Dalle Dolomiti all'Atlante. Viaggio studio tra montagne e culture (28 febbraio 2015 - 30 marzo 2015)[74]
- Tempo di lupi (20 dicembre 2014 - 1 marzo 2015)[75]
- Oltre il limite (8 novembre 2014 - 2 giugno 2015)[76][77]
- Meet your neighbours (26 settembre 2014 - 23 novembre 2014)[78]
- Foreste di vita (9 settembre 2014 - 5 ottobre 2014)[79]
- Maurizio Boscheri - BioDiversitArt (14 giugno 2014 - 8 settembre 2014)[80]
- Concerto per natura morta (29 maggio 2014 - 28 settembre 2014)[81]
- Orchidee - un mondo di colori e profumi tropicali (24 maggio 2014 - 2 giugno 2014)[82]
- Wood. Legno, edilizia e tecnologia (16 maggio 2014 - 2 novembre 2014)[83]
- Tutti in sella! (1 maggio 2014 - 8 giugno 2014)[84]
- Freedom Fighters. I Kennedy e la battaglia per i diritti civili (28 febbraio 2014 - 18 marzo 2014)[85]
- La storia del Vajont. La conoscenza della frana attraverso le foto di Edoardo Semenza (14 febbraio 2014 - 21 febbraio 2014)[86]
- Digital way of living. La città del futuro di Telecom Italia (24 settembre 2013 - 31 marzo 2014)[87]
- La Mano – Arto, arte, fatti (24 settembre 2013 - 20 gennaio 2014)[88]